# Elytraria planifolia
Elytraria planifolia là một loài thực vật có hoa trong họ Ô rô. Loài này được Emery Clarence Leonard mô tả khoa học đầu tiên năm 1938.

## Phân bố
Loài bản địa Cuba.